# Antonio Carrión Valverde
Antonio Carrión Valverde (Murcia 1892-Murcia, 20 de octubre de 1983) fue un escultor y tallista. Nació en el seno de una familia dedicada a la cerámica y a la alfarería. Su padre tenía un taller de alfarero en la calle Segura, frente al Museo Salzillo. Fue el último alfar de la ciudad de Murcia. Esta cercanía al museo Salzillo y la tradición alfarera de la familia le despertó la vocación artística. Su formación comenzó en el Círculo Católico de Obreros, donde tuvo como profesor al conocido pintor José María Sobejano, que le enseñó Dibujo y Pintura. Más tarde se formó en la Real Sociedad Económica de Amigos del País y más tarde estudió en el Círculo de Bellas Artes. 
En 1922 consiguió un tercer premio de pintura en el Salón de Otoño de Madrid. Allí estuvo durante algunos años donde trabajó en proyectos como tallista y escultóricos para realización de fuentes en lugares públicos de Madrid. Tras la Guerra Civil vuelve a Murcia y consigue numerosos encargos de talla de tronos y de figuras escultóricas religiosas, tan demandadas en aquella época. De esta etapa son los tronos para las cofradías del Perdón y Nuestro Padre Jesús Nazareno de la ciudad de Murcia, también el Corazón de Jesús para los Jesuitas en la Iglesia de Santo Domingo de la misma ciudad, el Cristo de la Agonía y el Sagrado Corazón para la Hermandad de la Virgen de las Huertas, en Lorca o la Virgen de las Lágrimas, San Juan y María Magdalena de la iglesia de la pedanía de Cabezo de Torres de la capital murciana.